# Webmessenger
Un webmessenger ou web messenger (mot-valise) est un client de messagerie instantanée, permettant de se connecter à un ou plusieurs protocoles ou systèmes de messagerie sans nécessiter l'installation d'un logiciel dédié, mais en utilisant un navigateur pour accéder à une interface web.
Les sites web proposant des services de webmessenger peuvent être officiels (à l'instar de MSN Web Messenger, Yahoo! Messenger for the Web, AIM Express ou Google Talk Gadget), ou exploités par des tierces parties (telles que meebo ou eBuddy).
De plus, certains webmessengers sont aussi directement intégrés dans l'interface d'un webmail, comme Yahoo! Messenger dans Yahoo! Mail, ou Google Talk dans Gmail.
Historiquement, le premier webmessenger est ICQ2Go, permettant de se connecter à ICQ au moyen d'un applet Java.

## Intérêt
De tels services trouvent leur utilité chaque fois que l'utilisation d'un client traditionnel est impossible, par exemple :
- dans un environnement informatique au sein duquel l'utilisateur ne dispose pas des droits nécessaires pour installer une application, ou dont l'administrateur a bloqué les ports habituellement utilisés par les clients autonomes, sans pour autant interdire le trafic web (dans le monde du travail, dans un établissement scolaire, dans une bibliothèque, dans un cybercafé, etc.) ;
- lorsqu'il n'existe pas de client compatible avec le système d'exploitation de l'utilisateur ;
- en téléphonie mobile, lorsque l'opérateur n'a pas conclu les accords nécessaires : en effet, les sites proposant des services de webmessenger ont généralement une équivalence mobile, accessible depuis n'importe quel terminal mobile pour peu qu'il dispose d'un navigateur mobile et d'une connexion Internet mobile ;
- sur un système qui n'est pas prévu pour installer des applications, mais qui dispose tout de même d'un navigateur et d'une connexion Internet : les téléphones mobiles d'ancienne génération (ne permettant pas d'installer des applications mobiles), certaines consoles portables ou de salon, certains systèmes embarqués ;
- sur un poste utilisé à titre exceptionnel, l'utilisateur ne souhaitant pas perdre du temps à télécharger et installer un logiciel qu'il n'utilisera plus ensuite.

## Fonctionnalités
Comme pour tout autre client de messagerie instantanée, la connexion à un protocole par le biais d'un webmessenger se fait en utilisant les identifiants (pseudonyme et mot de passe) d'un compte déjà existant sur ce protocole (par exemple par le Live ID pour MSN Web Messenger) ; la liste de contacts associée à ce compte est automatiquement importée. D'autre part, certains webmessengers multi-protocoles proposent la création d'un compte dédié, qui connectera automatiquement l'utilisateur sur l'ensemble des protocoles pour lesquels il possède un compte, en n'ayant à s'identifier qu'une seule fois.
L'interface se présente souvent sous la forme d'une fenêtre de navigateur de type pop-up, dont le contenu imite l'interface graphique des clients habituels. Il peut s'agir d'une page web dynamique ou d'une animation flash (nécessitant alors qu'un plugin soit installé), ou plus rarement d'un applet Java (nécessitant la présence d'une machine virtuelle Java). Les webmessengers ne sont par ailleurs pas toujours compatibles avec tous les navigateurs.
Les fonctionnalités peuvent être réduites par rapport à un client autonome : il n'est par exemple pas toujours possible d'utiliser une webcam pour faire une visioconférence. Il existe d'autres inconvénients tels que des possibilités de personnalisation plus limitées, et une connexion automatique plus difficile.
D'autre part, lorsqu'un utilisateur se connecte au moyen d'un webmessenger, ses contacts peuvent éventuellement être informés du fait qu'il n'utilise pas un client habituel, par exemple par une icône distinctive ou un message apparaissant à côté de son pseudonyme dans la liste des contacts, ou encore par un avatar reproduisant le logo du webmessenger utilisé.

## Divers
Ce nouveau type de messagerie instantanée, par son caractère volatil, pose des problèmes en informatique légale.